# Phereoeca uterella
Phereoeca uterella är en fjärilsart som beskrevs av Walsingham 1897. Phereoeca uterella ingår i släktet Phereoeca och familjen äkta malar. Inga underarter finns listade i Catalogue of Life.

## Bildgalleri

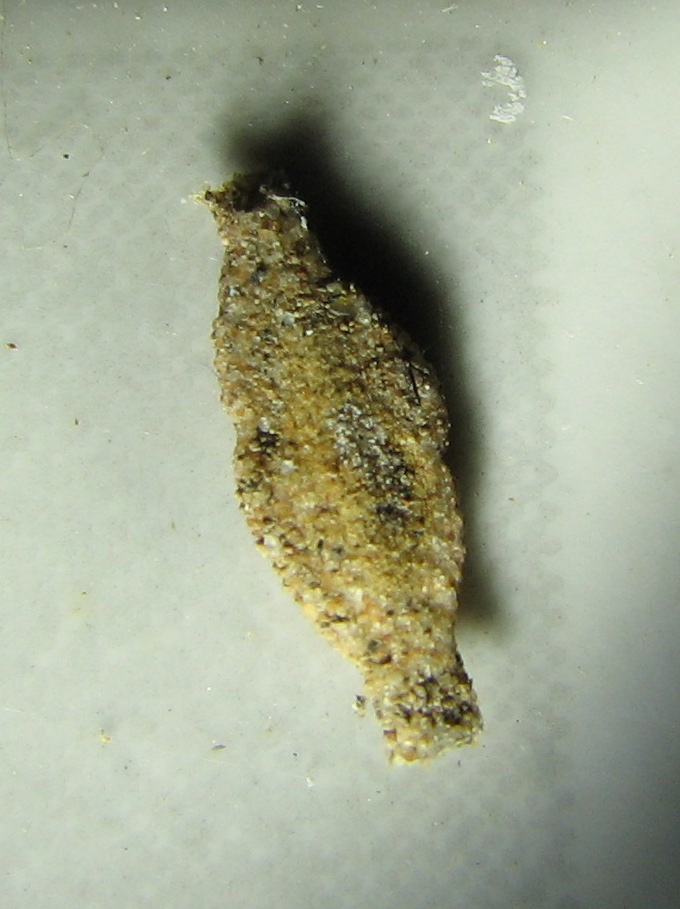